# Седов, Алексей Семёнович
Алексей Семёнович Седо́в (род. 26 августа 1954, Сочи) — деятель российских спецслужб, генерал-полковник ФСБ. Начальник Службы по защите конституционного строя и борьбе с терроризмом ФСБ РФ (с марта 2006 года). Заместитель директора ФСКН (2003—2006).

## Биография
Окончил Ленинградский институт авиационного приборостроения (ныне — ГУАП). Работал мастером НПО «Ленинец».
- С 1981 — оперуполномоченный оперативно-технической службы Управления КГБ по Ленинграду и Ленинградской области. Уволился в 1992 с должности начальника службы по борьбе с контрабандой и коррупцией Управления Министерства безопасности по Санкт-Петербургу.
- С 1992 заместитель начальника Управления налоговых расследований при Государственной налоговой инспекции по Санкт-Петербургу.
- С 1998 первый заместитель начальника, а затем начальник Управления Федеральной службы налоговой полиции (ФСНП) по Санкт-Петербургу.
- С 27 марта 2000 начальник Управления ФСНП по Москве.
- В сентябре 2001 назначен заместителем директора — начальником Главного управления ФСНП по Северо-Западному федеральному округу.
- С июля 2003 года — первый заместитель председателя Госнаркоконтроля России, с 2004 заместитель директора ФСКН России.
- В марте 2006 назначен руководителем Службы по защите конституционного строя и борьбе с терроризмом ФСБ РФ.

Хобби — баскетбол, теннис. Разведён, сын и дочь.

## Санкции
20 августа 2021 года попал под санкции Великобритании как причастный к отравлению Алексея Навального. Также был внесён в санкционный список США как руководитель службы ФСБ которая «координировала свои действия с сотрудниками подразделения ФСБ, причастного к отравлению Навального». 5 октября 2021 года Седов попал под санкции Украины. 10 ноября 2022 года внесён в санкционный список Канады «соратников режима» как «причастный к грубым и систематическим нарушениям прав человека в отношении лидеров российской оппозиции». После вторжения России на Украину, внесён ФБК в список коррупционеров и разжигателей войны как «организовавшей покушение на убийство Алексея Навального с применением химического оружия» с предложением введения против него международных санкций.

## События
07.10.2009 направляясь с семьей на концерт Элтона Джона на служебном Mercedes с включенной мигалкой выехал на встречную полосу возле дома № 4 на Большой Сухаревской и протаранил легковушку. Всего в ДТП пострадали 6 человек.